# Holzknechtseppl
Der Holzknechtseppl, eigentlich Nikolaus Schmidhofer (* 6. Dezember 1794; † 20. November 1828 hingerichtet in Pinkafeld), war der Anführer der Räuberbande Stradafüßler, die von 1822 bis 1826 das Grenzgebiet der Steiermark, des südlichen Niederösterreich sowie des heutigen Burgenlandes, damals Westungarn, mit Angst und Schrecken überzog. In seiner steirischen Heimat wurde Schmidhofer außerdem unter der Bezeichnung Schelmnikl bekannt.

## Grundsätzliches
Bei der Lebensgeschichte des Holzknechtsseppls und der Geschichte seiner Räuberbande vermischen sich oft Wirklichkeit und Fiktion. In den Ortschaften des Einzugsgebietes des Räubers und seiner Bande gab es im Laufe des 19. Jahrhunderts eine rege Legendenbildung, sodass es oft sehr schwierig ist, festzustellen, welche Ereignisse historisch korrekt sind.

## Kindheit und Jugend
Verlässlich sind die historischen Quellen bezüglich des Geburtsdatums und der Verwandtschaftsverhältnisse von Nikolaus Schmidhofer. Obwohl manche Quellen seinen Geburtsort mit Edlitz bei Grimmenstein angeben, ist eindeutig erwiesen, dass Schmidhofer am 6. Dezember 1794 in Tyrnau bei Fronleiten, Vorder Tyrnau Nr. 55, auf die Welt kam.
Seine Eltern Mathias Schmidhofer und Johanna Schmidhofer, geborene Baummerin, ließen ihren Sohn in Fladnitz an der Teichalm taufen. Seinen Vornamen erhielt er, so wie es damals oft Brauch war, vom Tagesheiligen: Nikolaus. Der spätere Holzknechtseppl hatte mit Maria (* 1785), Johanna (* 1789), Johann (* 1792) und Bartholomäus (* 1796) vier Geschwister. Die Eltern waren sogenannte Inwohner, d. h., sie wohnten als Untermieter in verschiedenen Bauernhäusern in der Vorderen Tyrnau.
Nikolaus Schmidhofer verbrachte seine Jugend in der Obersteiermark und arbeitete als Knecht und Halterbub (Hirte) auf verschiedenen Bauernhöfen. Als Holzarbeiter war er in Edlitz, Thernberg und Feistritz am Wechsel beschäftigt. Aus dieser Zeit stammte auch sein Spitzname.
Einer anderen Quelle zufolge kam Nikolaus Schmidhofer in ein Findelhaus und von dort auf den Hof von Rosina und Georg Rodax und zu Anna und Veit Rodax, Gemeinde Edlitz, Pangart 33. Aus diesem Grund wurde er oft zu Lebzeiten mit dieser Gemeinde in Verbindung gebracht, während er ursprünglich aus der Steiermark kam. Er arbeitete auf dem Feld und als Hirte oder, was ihn besonders freute, im Wald. Der Legende nach begann seine Verbrecherlaufbahn, als er eines Tages in die Steiermark geschickt wurde, um dort eine Kuh zu kaufen. In Mönichkirchen verspielte er aber in einem Wirtshaus das ganze Geld, mit dem er die Kuh hätte kaufen sollen. In seiner Not stahl er daraufhin eine andere Kuh, die er zwar nach Hause brachte, aber unmittelbar danach verließ er seine Zieheltern in Edlitz und kam nie mehr wieder zurück. Möglich wäre aber auch, dass er sich einfach vom Militärdienst drückte, der damals bis zu zwölf Jahre dauerte. Zumindest behauptete er das in einem Brief, den er am 17. November 1828 drei Tage vor seiner Hinrichtung an seine beiden Schwestern schrieb.

## Anführer der Stradafüßler-Bande
siehe auch Hauptartikel: Stradafüßler
Nikolaus Schmidhofer schloss sich nach eigenen Angaben in den „letzten Faschingstagen“ des Jahres 1822 den Stradafüßlern an und stieg bald zu deren Anführer auf.
Die Bande terrorisierte fortan das Grenzgebiet zwischen der Steiermark, Niederösterreich und dem Burgenland derart, dass sich sogar Kaiser Franz II./I. 1826/27 genötigt sah, eine Kommission einzusetzen, um das Treiben zu beenden.
In der Gerichtsverhandlung in Pinkafeld hatte sie sich schließlich für 14 Morde, 54 Raube, 48 Diebstähle, 4 Vergewaltigungen und 3 Brandlegungen zu verantworten. Nikolaus Schmidhofer selbst wurden fünf dieser Morde zur Last gelegt.
In den 16 Monaten seiner Haft fand der ehemals gefürchtete Holzknechtseppl zur Religion und starb bei der Vollstreckung des Todesurteils am 20. November 1828 in Pinkafeld als reuiger Sünder.
So endete eine Epoche der Angst, welche in der Pfarrchronik von Edlitz abschließend mit "Der Schelmnikl – Holzknechtseppl – ein Scheusal, ein Schurke, wie hier Jahrhunderte nicht vorkommen" kommentiert wurde.